# Короєштій-де-Сус
Короєштій-де-Сус (рум. Coroieștii de Sus) — село у повіті Васлуй в Румунії. Входить до складу комуни Короєшть.
Село розташоване на відстані 230 км на північний схід від Бухареста, 45 км на південний захід від Васлуя, 99 км на південь від Ясс, 102 км на північний захід від Галаца.

## Населення
За даними перепису населення 2002 року у селі проживали 220 осіб, усі — румуни. Усі жителі села рідною мовою назвали румунську.